# Charles-Constant Le Tellier
Pour les articles homonymes, voir Le Tellier.
Charles-Constant Le Tellier (né Jean Charles Marie Constant Tellier le 7 mai 1762 à Courset et mort le 9 décembre 1846 à Paris) est un lexicographe français.

## Biographie
Né le 7 mai 1762 à Courset, dans l’actuel département du Pas-de-Calais, Jean Charles Marie Constant Tellier est le fils de Charles Tellier et de Marie-Antoinette Delattre.
Le 7 avril 1794, il épouse à Cheptainville, département de l’Essonne, Louise Magdelaine Victoire Gasneau, fille du directeur des postes de Gien, dans le Loiret. Connu comme éditeur-libraire à Paris sous le nom Charles-Constant Le Tellier, il meurt dans la capitale le 9 décembre 1846, à l’âge de 84 ans.
Né en 1799, son fils, Constant Fénelon Tellier, libraire, est gendre du fabricant de bronze Pierre-Maximilien Delafontaine. Son autre fils, Gabriel Constant Tellier, né en 1805, est professeur de belles-lettres. Tous deux lui succèdent comme libraires.

## Carrière
Décédé en 1778, le père de Charles-Constant Le Tellier était garde des bois au service de Pierre-Elisabeth de Fontanieu, intendant général des meubles de la Couronne. Lui-même devient prêtre, mais abandonne la prêtrise au moment de la Révolution.
En 1794, il est commis principal à la commission des subsistances et approvisionnements de la République à Paris puis il devient professeur de belles-lettres en 1798, également à l’Université de Paris.
Auteur de dictionnaires et de grammaires, rédacteur d’un très grand nombre de manuels destinés à l’enseignement, il se fait éditeur de ses œuvres à compter de 1803 et est breveté libraire en 1812.
À compter des années 1820, sa succession est assurée par ses fils devenus libraires et ses ouvrages connaissent de multiples rééditions, au moins jusqu’à la fin des années 1870.

## Publications
Ex-professeur de l’Université de Paris, Le Tellier est l’auteur, notamment, du Dictionnaire (nouveau) portatif de la langue française, ou Vocabulaire rédigé d’après le Dictionnaire de l’Académie et les ouvrages des meilleurs grammairiens, Paris, Leprieur ; Belin-Leprieur ; Letillier fils, 1827, in-8°.